# أود بيانيك
أود بيانيك (بالفرنسية: Aude Biannic) (و. 1991  م) هي دراجة فرنسية، شاركت في الألعاب الأولمبية الصيفية 2012.

## سجل الفوز

### سباقات أو مراحل فاز بها
| التاريخ        | السباق                                              | المركز                  |
| -------------- | --------------------------------------------------- | ----------------------- |
| 26 أبريل 2009  | Omloop van Borsele U19 2009                         |                         |
| 31 يوليو 2011  | Tour de Charente-Maritime féminin 2011              | الفائز في التصنيف العام |
| 17 سبتمبر 2011 | Duo normand Féminin 2011                            | الفائز في التصنيف العام |
| 01 يناير 2012  | Coupe de France féminine de cyclisme sur route 2012 |                         |
| 09 أبريل 2012  | Prix de la Ville du Mont Pujols 2012                |                         |
| 20 مايو 2012   | Petites Reines de Sauternes 2012                    |                         |
| 25 مايو 2012   | Grand Prix du Morbihan Féminin 2012                 | الثاني في التصنيف العام |
| 01 يوليو 2012  | Classic Féminine de Vienne Nouvelle-Aquitaine 2012  |                         |
| 15 يوليو 2012  | طواف بريتاني فيمينين 2012                           |                         |
| 22 يونيو 2013  | سباق الطريق للسيدات في بطولة فرنسا 2013             |                         |
| 07 أبريل 2014  | جي بي دوتيغنيز 2014                                 | السادس في التصنيف العام |
| 26 يونيو 2014  | سباق الدراجات ضد الساعة للسيدات في بطولة فرنسا 2014 |                         |
| 16 أغسطس 2014  | 2014 La Route de France                             |                         |
| 25 يونيو 2015  | سباق الدراجات ضد الساعة للسيدات في بطولة فرنسا 2015 |                         |
| 01 يناير 2016  | Coupe de France féminine de cyclisme sur route 2016 |                         |
| 19 يونيو 2016  | Classic Féminine de Vienne Nouvelle-Aquitaine 2016  | الفائز في التصنيف العام |
| 21 مايو 2017   | Grand Prix Trévé-Le Ménec-Loudéac 2017              |                         |
| 22 يونيو 2017  | سباق الدراجات ضد الساعة للسيدات في بطولة فرنسا 2017 |                         |
| 30 يونيو 2018  | سباق الطريق للسيدات في بطولة فرنسا 2018             | الفائز في التصنيف العام |
| 29 يونيو 2019  | سباق الطريق للسيدات في بطولة فرنسا 2019             |                         |
| 21 أغسطس 2020  | سباق الطريق ضد الساعة للسيدات في بطولة فرنسا 2020   |                         |

## روابط خارجية
- أود بيانيك على موقع الاتحاد الدولي للدراجات (الإنجليزية)
- أود بيانيك على موقع أرشيف الدراجات (الإنجليزية)
- أود بيانيك على موقع إحصائيات الدراجات الإحترافية (الإنجليزية)
- أود بيانيك على موقع نسبة الدراجات (الإنجليزية)
- أود بيانيك على موقع أوليمبيديا (الإنجليزية)
- أود بيانيك على موقع اللجنة الأولمبية الفرنسية (مؤرشف) (الفرنسية)